# Плејмејкерка
Плејмејкерка (енгл. Running Point) америчка је телевизијска серија за Netflix. Глумачку поставу предводи Кејт Хадсон. Приказана је 27. фебруара 2025. У марту 2025. наручена је друга сезона.

## Радња
Бивша љубитељка журки мора се доказати као предузетница кад неочекивано добије прилику да води професионални кошаркашки клуб своје породице.

## Улоге
| Глумац         | Улога          |
| -------------- | -------------- |
| Кејт Хадсон    | Ајла Гордон    |
| Дру Тарвер     | Сенди Гордон   |
| Скот Макартур  | Нес Гордон     |
| Бренда Сонг    | Али Ли         |
| Фабрицио Гвидо | Џеки Морено    |
| Чет Хенкс      | Травис Баг     |
| Тоби Сандеман  | Маркус Винфилд |

## Епизоде
| Бр. еп. | Наслов | Редитељ       | Сценариста                                   | Премијера         | Прод. код |
| ------- | ------ | ------------- | -------------------------------------------- | ----------------- | --------- |
| 1       |        | Џејмс Понсолд | Минди Кејлинг, Ајк Баринхолц и Дејвид Стасен | 27. фебруар 2025. |           |
| 2       |        | Џејмс Понсолд | Минди Кејлинг                                | 27. фебруар 2025. |           |
| 3       |        | Мајкл Вивер   | Ајк Баринхолц и Дејвид Стасен                | 27. фебруар 2025. |           |
| 4       |        | Мајкл Вивер   | Грејс Едвардс                                | 27. фебруар 2025. |           |
| 5       |        | Темби Бенкс   | Џо Манде                                     | 27. фебруар 2025. |           |
| 6       |        | Темби Бенкс   | Акшара Секар                                 | 27. фебруар 2025. |           |
| 7       |        | Мајкл Вивер   | Брендон Чајлдс                               | 27. фебруар 2025. |           |
| 8       |        | Мајкл Вивер   | Мајкл Родригез                               | 27. фебруар 2025. |           |
| 9       |        | Дејвид Стасен | Мики Чунг и Бронсон Дијало                   | 27. фебруар 2025. |           |
| 10      |        | Дејвид Стасен | Минди Кејлинг, Ајк Баринхолц и Дејвид Стасен | 27. фебруар 2025. |           |